# トータル阪神
トータル阪神（トータルはんしん）は、兵庫県伊丹市に本拠地を置き、日本野球連盟に加盟していた社会人野球のクラブチームである。2014年に解散した。

## 概要
2003年に阪神間の有志が集まって『阪神ベースボールクラブ』として創部され、2004年1月に日本野球連盟に登録承認された。
その後、徐々に力をつけて2008年にはクラブ選手権の西近畿代表決定戦まで駒を進めたが、NOMOベースボールクラブの前に敗れ全国大会へ進めなかった。
2009年には、神戸市にある「株式会社トータルサポート」の支援を受けるのに伴い、チーム名を『トータル阪神』と改称した。同年のクラブ選手権西近畿代表決定戦は前年と同じ顔合わせとなり、8回まで劣勢だったが、最終回に逆転勝利を収めてクラブ選手権初出場を果たすと、本大会では全足利クラブ・NTTグループ東北マークス・松山フェニックスといった全国の強豪相手に白星を挙げ、初優勝を飾った。また、同時に同年の日本選手権への初出場（クラブ選手権優勝枠）を決めた。
2010年以降は、クラブ選手権への出場権を放棄し、日本選手権予選に参加するようになっている。
2014年、日本選手権の近畿地区予選敗退をもって解散した。

## 設立・沿革
- 2003年 - 『阪神ベースボールクラブ』として創部。
- 2004年 - 日本野球連盟に加盟。
- 2009年 - 『トータル阪神』に改称。クラブ選手権に初出場（初優勝）、日本選手権に初出場（初戦敗退）。
- 2014年 - 解散。

## 主要大会の出場歴・最高成績
- 社会人野球日本選手権大会 - 出場1回
- 全日本クラブ野球選手権大会 - 出場1回、優勝1回（2009年）
- 西日本クラブカップ - 出場1回、優勝1回（2008年）

## プロ野球選手出身者
- 神保貴宏（外野手） - 退団後、トランシスに移籍し、2011年育成選手ドラフト1位で東北楽天ゴールデンイーグルスに入団

## 元プロ野球選手の競技者登録
- 伊藤文隆（元：阪神タイガース） - 監督→退団
- 梶原和隆（元：阪神タイガース） - 投手→退団